# Ali Touchent
Ali Touchent, dit « Tarek », né en 1967 et sans doute mort en 1997, est un terroriste islamiste algérien membre du Groupe islamique armé (GIA) et le « cerveau » présumé des attentats de 1995 en France.

## Biographie

### Débuts
Né en 1967, Ali Touchent arrive en France en 1988 avec des papiers en règle pour y suivre des études d'architecture. Il se rapproche alors des représentants les plus radicaux du Front islamique du salut avant de devenir le représentant en Europe du GIA en 1994.

### Terrorisme
Si son rôle supposé est clair, sa personnalité reste trouble comme l'écrit Libération : « est-il l'un des chefs [du] GIA en Europe ou un islamiste « retourné » par les services algériens et qui aurait instrumentalisé le réseau [du] GIA de Chasse-sur-Rhône pour l'inciter à commettre ces attentats »,? La première version est soutenue par le gouvernement algérien, tandis que la seconde fait suite aux déclarations de membres présumés du réseau au cours d'un procès qui s'est ouvert à Paris le 26 novembre 1997,, et à une enquête de journalistes français. La réponse à cette question permet cependant de définir qui sont les commanditaires des attentats et leur rôle dans la guerre civile algérienne.
Il aurait posé personnellement plusieurs bombes.
Avant son implication dans les attentats de 1995 en France, cet ancien du Front islamique du salut (FIS) manque d'être arrêté lors de coups de filets par les polices française et belge,,, alors que ses connaissances sont attrapées.

### Mort
Recherché, il serait mort le 23 mai 1997 à l'hôtel El Djezaïr, à Alger,,, dans une zone cependant sécurisée où il ne se cachait pas. Sa mort n'est annoncée officiellement qu'en février 1998.